# Ałan Gagłojew
Ałan Eduardowicz Gagłojew (oset. Гаглойты Эдуарды фырт Алан, ros. Алан Эдуардович Гаглоев; ur. 6 lutego 1981) – polityk nieuznawanego państwa Osetia Południowa. Od 2020 lider partii Nichaz. W 2022 wygrał wybory prezydenckie z urzędującym prezydentem Bibiłowem, uzyskując w drugiej turze 56,08 procent głosów, zaprzysiężony na stanowisku 24 maja.